# Julie and the Phantoms
Julie and the Phantoms è una serie TV statunitense creata da Dan Cross e David Hoge, diretta da Kenny Ortega, che ha debuttato su Netflix il 10 settembre 2020. La serie è basata sulla serie televisiva brasiliana di Nickelodeon, Julie - Il segreto della musica.

## Personaggi
Principali
- Madison Reyes (stagione 1-in corso) è Julie Molina, una musicista del liceo che sta lottando per fare musica dopo la morte di sua madre, avvenuta un anno prima. È dolce, sincera, solare, determinata, intelligente e astuta. Flynn è la sua migliore amica. Tempo fa era amica con Carrie. Sarà l'unica in grado di vedere Luke, Alex e Reggie, con i quali creerà un legame speciale. Accetterà la proposta di Luke di diventare membro della loro band, in seguito alla scoperta che quando suonano e cantano insieme a lei, i tre ragazzi sono visibili a tutti. Per tutti e quattro la band diventa un qualcosa di molto speciale e importante. All'inizio sarà innamorata di Nick, ma durante la serie scoprirà che prova dei sentimenti per Luke, anche se lui è un fantasma.
- Charlie Gillespie (stagione 1-in corso) è Luke Patterson, leader e chitarrista dei Sunset Curve. È un ragazzo impulsivo, allegro, simpatico e contro le regole. Quando compare nel 2020 proporrà a Julie di unirsi alla band, che in seguito diventerà una cosa molto speciale e importante per tutti e quattro. Tutti e tre i ragazzi stringeranno un legame speciale con Julie e lui in seguito inizierà a provare dei forti sentimenti per lei, anche se lui è un fantasma. È molto legato alla famiglia, anche se ha litigato con la madre, scappando di casa, per inseguire il sogno di diventare musicista assieme ai Sunset Curve.
- Owen Patrick Joyner (stagione 1-in corso) è Alex Mercer, il batterista dei Sunset Curve. È un ragazzo dolce, empatico, paranoico e molto emotivo. Quando ha fatto coming out come gay i genitori non lo hanno accettato ma i suoi amici sì. Quando compare insieme ai suoi due amici nel 2020 farà sempre parte della band alla quale si unisce anche Julie e in seguito la band diventerà molto importante per loro, così come Julie, con la quale stringono una profonda e speciale amicizia. Non appena conosce Willie, inizierà a provare qualcosa nei suoi confronti, che scoprirà essere corrisposto. Sempre grazie a Willie, imparerà il linguaggio "fantasmico" e alcuni trucchi per poter interagire con gli oggetti nonostante sia un fantasma.
- Jeremy Shada è (stagione 1-in corso) Reggie Peters, il bassista dei Sunset Curve. È un ragazzo semplice, burlone, che non capisce sempre tutto al volo. A lui si deve l'iconica frase "dillo agli amici" quando si parla della band, e sarà sempre lui a sostenere la teoria di Carlos (fratello minore di Julie) quando il bimbo cercherà di spiegare alla Zia che ci sono effettivamente dei fantasmi in casa. Quando compare insieme ai suoi due amici nel 2020 farà sempre parte della band alla quale si unisce anche Julie e in seguito la band diventerà molto importante per loro, così come Julie, con la quale stringono una profonda e speciale amicizia.
- Jadah Marie è (stagione 1-in corso) Flynn, la migliore amica di Julie e altra persona a conoscenza del segreto di Julie riguardo Luke, Reggie e Alex. È una ragazza determinata, intelligente, sempre pronta a sostenere Julie. All'inizio non crederà all'amica, fino a quando non vedrà con i suoi occhi i ragazzi comparire dal nulla. Si improvviserà loro Manager, facendo pubblicità ai Sunset Curve. Per lei, Julie scriverà "Flying Solo", di cui i ragazzi faranno una canzone.
- Sacha Carlson (stagione 1-in corso) è Nick, il fidanzato di Carrie. Durante la serie si mollerà con Carrie e incomincierà a piacergli Julie.
- Savannah May (stagione 1-in corso) è Carrie Wilson, nemesi di Julie ed ex amica. Durante la serie si lascerà con Nick.
- Cheyenne Jackson (stagione 1-in corso) è Caleb Covington, un famoso fantasma che possiede l'Hollywood Ghost Club. È l'antagonista principale della serie. È un fantasma molto potente. Ricatta Luke, Alex e Reggie per farli suonare nella sua band.
- Booboo Stewart (stagione 1-in corso) è Willie, un fantasma che diventa l'interesse amoroso di Alex. Per sbaglio mette nei guai Luke, Alex e Reggie. Lavora per Caleb che possiede la sua anima. Di lui si sa solo che gli piacciono I ragazzi, ma il suo orientamento sessuale non viene mai specificato nella serie.

Ricorrenti
- Carlos Ponce (stagione 1-in corso) è Ray Molina, il padre di Julie. Gli manca molto la moglie, e cerca di crescere Julie e Carlos al meglio. È un appassionato di fotografia e video.
- Sonny Bustamante (stagione 1-in corso) è Carlos Molina, il fratello minore di Julie. È appassionato di fantasmi, tanto da voler scoprire cosa si nasconde dietro alcuni cerchi bianchi che si vedono in alcune foto del garage dove i ragazzi provano. È molto sveglio, ed intuisce che la band di Julie sia composta proprio da fantasmi.
- Alison Araya (stagione 1-in corso) è la tía Victoria, la zia di Julie e la cognata di Ray.
- Marci T. House (stagione 1-in corso) è Mrs. Harrison, l'insegnante del programma musicale di Julie.

## Trama
Julie è una giovane ragazza che, nonostante ami la musica, dopo la morte di sua madre avvenuta un anno prima, non riesce più a suonare e comporre. Mentre è intenta a sgomberare lo studio di sua madre, nel catalogare le sue cose, trova un CD, decide di ascoltarlo e all'improvviso appaiono dal nulla tre ragazzi: Luke, Reggie ed Alex, componenti di una band chiamata Sunset Curve, morti nel 1995. Julie scopre di essere l'unica a poter vedere i tre fantasmi, ma che anche gli altri possono vederli se suonano con lei. Formeranno così una band, nominata Julie&The Phantoms

## Episodi
Numero stagioni 1
Numero episodi 9

Wake up
È il 1995, la band Sunset Curve suona "Now or Never" a un soundcheck prima di esibirsi più tardi all'Orpheum di Los Angeles. Tre dei compagni di band vanno a prendere degli hot dog mentre il quarto compagno di band, Bobby, rimane indietro per parlare con Rose, una giovane barista. Luke, Alex e Reggie mangiano gli hot dog nel primo luogo che trovano sul Sunset Boulevard, ma si rivelano rancidi causando la loro morte. 25 anni dopo, un'adolescente di nome Julie Molina non è in grado di suonare musica da quando sua madre è morta un anno prima, ciò influisce nel suo ruolo nel programma musicale della sua scuola, dalla quale viene esclusa. Mentre esamina le cose di sua madre nello studio del garage della sua famiglia, trova un CD di Sunset Curve e lo ascolta. La riproduzione del CD evoca i tre membri defunti di Sunset Curve come fantasmi. Julie va fuori di testa. I musicisti pensano di essere morti la sera prima, ma Julie mostra loro un articolo in cui afferma che sono morti 25 anni prima. Il mattino dopo, Julie si siede al pianoforte di sua madre e suona una canzone che le aveva scritto prima di morire. A sua insaputa, i ragazzi la guardano suonare, increduli che la persona che può vederli sia anche una musicista di talento.
Bright
Dopo che Julie suona il piano e canta per la prima volta dopo un anno, i fantasmi restano scioccati dal suo talento e pensano di chiederle di unirsi alla band. Nel frattempo, per aiutare a vendere la loro casa, il padre di Julie, Ray, scatta foto della casa, ma in quelle dello studio ci sono delle sfere bianche. Il fratello minore di Julie, Carlos, sospetta che le sfere possano essere fantasmi. I ragazzi si teletrasportano sulla spiaggia dove si apprende di più sull'ambiente delle loro famiglie. Per rallegrare i suoi compagni di band, Luke desidera la sua chitarra, che gli appare tra le braccia rivelando ai ragazzi che gli strumenti sono collegati alle loro anime. Poi suonano "This Band is Back". Più tardi, Luke convince Julie a suonare una canzone davanti all'insegnante di musica, ma lei è riluttante. Allo Spirit Rally delle scuole, la rivale di Julie e Flynn, Carrie, si esibisce in "Wow" con il suo gruppo "Dirty Candy". Quando la manifestazione finisce, con l'incoraggiamento dei ragazzi, Julie sale sul palco e inizia a eseguire la canzone, "Bright", una canzone scritta da Luke. Quando Julie canta, la band appare improvvisamente sul palco suonando i loro strumenti e la band si rende conto che possono essere visti. Quando la canzone finisce la band svanisce lasciando tutti a bocca aperta.
Flying Solo
Quando la band scompare, Julie viene bombardata da domande. Qualcuno le chiede se la band fosse un ologramma e Julie risponde di sì. Julie viene quindi accettata di nuovo nel programma musicale dal preside. Flynn poi interroga Julie, che continua a mentire sulla band. Dopo la scuola, Julie fa sapere a suo padre che è tornata nel programma musicale. In studio, Alex è nel panico per la sua vita da fantasma, ma Luke e Reggie pensano che questa sia la loro seconda possibilità perché con Julie possono essere la band che non hanno mai potuto essere. Sopraffatto, Alex va a fare una passeggiata per schiarirsi le idee e viene investito da Willie, uno skateboarder che è anche un fantasma. Willie osserva che Alex è nuovo nell'essere un fantasma e risponde alle molte domande di Alex. Tornati in studio, Luke e Reggie trovano i testi nella stanza di Julie, che usano per creare una canzone. Julie entra e la invitano a unirsi alla band, ma non riesce a pensare a nient'altro che a Flynn. Successivamente trova Flynn, in procinto di imbrattare la finestra di Julie, e le dice la verità. All'inizio Flynn non le crede, ma Julie suona poi "Flying Solo" e la band diventa visibile a Flynn.
I got the music
L'episodio si apre con Julie di ottimo umore mentre canta e balla mentre entra nel suo liceo dove viene raggiunta da altri studenti in un grande numero di balli. Ma è successo davvero o era un sogno? Willie porta Alex in un museo chiuso per cercare di scioglierlo. Mentre i ragazzi e Julie collaborano a una nuova canzone, Julie racconta loro della musica di Trevor Wilson che sciocca i ragazzi quando scoprono che Trevor è davvero il loro ex compagno di band Bobby, che ha rubato la loro musica e l'ha accreditata per la sua, che ha fatto lui ricco e famoso. I ragazzi escono fuori per perseguitare Trevor. Come parte della loro vendetta contro Trevor, i ragazzi vogliono essere visibili, quindi chiedono aiuto a Willie. Willie li porta all'Hollywood Ghost Club per incontrare Caleb Covington, un fantasma con forti poteri.
The other side of Hollywood
Caleb Covington introduce Luke, Alex e Reggie alle meraviglie dell'Hollywood Ghost Club. I ragazzi sono affascinati dagli elaborati numeri di produzione musicale. Nel frattempo, Flynn DJ al liceo balla dove Julie e i Fantasmi si esibiranno più tardi. Reggie viene a sapere dei film di Star Wars realizzati dopo il 1995 ed è scoraggiato. Purtroppo i ragazzi si fermano troppo all'Hollywood Ghost Club e perdono il ballo scolastico a cui avrebbero suonato con Julie, che ha mentito agli studenti con il fatto che i ragazzi non riescono a connettersi, per giustificare il fatto che le hanno dato buca. Quando i ragazzi arrivano trovano Julie in mezzo al salone triste e i ragazzi le chiedono di perdonarli, ma lei gli spiega che il fatto di unirsi alla band è stato un errore perché gli amici non fanno così, e se ne va arrabbiata, lasciando i tre ragazzi soli.
Finally Free
Al corso di ballo di Julie, l'allenatore della squadra di LaCrosse costringe la squadra a unirsi a loro per migliorare la loro mobilità in modo che possano vincere una partita. Nick e Julie diventano partner di ballo. Luke iscrive la band per un concorso di talenti locale. I ragazzi perdono la cognizione del tempo e si presentano dopo che il ballo finisce facendo arrabbiare Julie. Accusa Luke di essere egoista. Alex e Reggie mostrano a Julie che non lo è portandola a casa dei genitori di Luke, dove Luke fa spesso visita dalla sua morte. Julie ha cambiato idea e aiuta i ragazzi a praticare una nuova canzone per la loro performance. Tuttavia, il padre di Julie scopre che Julie ha saltato tre delle sue lezioni e un test di calcolo quando ha dormito troppo, quindi la motiva. Julie disobbedisce alla sua giornata e sgattaiola fuori dalla sua camera da letto per fare la loro esibizione. Quando Julie arriva al talent show, vede Dirty Candy esibirsi sul palco con un ospite speciale che si unisce a loro. Un talent scout è impressionato da Julie and the Phantoms e mentre si presenta alla band, il padre di Julie si fa vivo e le ordina di tornare a casa.
Edge of great
Carlos è diventato un giovane cacciatore di fantasmi. Reggie aiuta a dimostrare che i fantasmi di Carlos sono reali. Reggie esce con Ray. Anche se Ray sa di aver interrotto l'incontro del talent scout e della band, accetta di organizzare una festa a casa loro in modo che la band possa esibirsi. Luke cerca di mostrare i suoi sentimenti a Julie iniziando a flirtare con lei usando la scusa di discutere su quale canzone eseguire alla festa. Nick li interrompe perché è nervoso per la loro esibizione di danza. Mentre Nick e Julie eseguono il loro numero di ballo, Julie immagina che sia Luke quello con cui sta ballando e iniziano a cantare la loro canzone tramite la quale si possono vedere i forti sentimenti che provano l'uno per l'altra, il legame che c'è tra loro e la forte connessione che hanno. Alex scopre Willie che lo sta spiando e lo affronta, ma Willie non spiega perché si è presentato. Alla fine dell'episodio, Willie spiega cosa sta succedendo loro a causa della maledizione di Caleb e cosa devono fare per attraversare.
Unsaid Emily
Mentre Alex è The Orpheum, ricorda la notte in cui lui, Luke e Reggie morirono. Willie entra e si scusa con lui per averli presentati a Caleb. Nick ha una cotta per Julie e la invita a uscire, ma mentre lei sta rispondendo capisce che le piace un altro e infatti lei glielo conferma, riferendosi ovviamente a Luke. Julie visita i genitori di Luke per dare loro la canzone, Unsaid Emily, che Luke ha scritto su sua madre. Julie spera che così facendo aiuterà Luke. Luke dice a Julie che la band ha degli affari in sospeso che devono completare prima di poter passare. Mentre Julie è triste per non vederli mai più, li aiuta a escogitare un piano per interpretare all'Orpheum.
Stand Tall
Willie aiuta la band a diventare l'atto di apertura dei Panic! At the Disco all'Orpheum. I ragazzi usano i loro poteri fantasma per aiutare il talent booker a prenotarli in sostituzione dell'atto di apertura originale. Alex è emozionato mentre ringrazia Willie per il suo aiuto e per aver sfidato l'ordine di Caleb di stare lontano. A casa, Carrie guarda un video sul suo computer di Julie e dei ragazzi che suonano che suo padre, Trevor, vede e si rende conto che la band sono i suoi compagni morti dei Sunset Curve. Mentre i ragazzi si preparano a recarsi all'Orpheum per unirsi a Julie, Caleb appare e interviene trasportandoli all'Hollywood Ghost Club e costringendoli a esibirsi con lui e la sua orchestra. Con l'avvicinarsi dello spettacolo, Julie diventa ansiosa quando i ragazzi non compaiono. Viene dato a Julie un segno che è destinata a recitare. Quando inizia a esibirsi, appare per la prima volta Alex, poi Reggie con Luke che è l'ultimo ad entrare e così si esibiscono tutti insieme con grande felicità di Julie e sotto lo sguardo incredulo di Trevor/Bobby. Alla fine della performance Julie pensa che Luke, Reggie e Alex siano trapassati e quindi andati via per sempre, ma quando torna nel garage li ritrova li senza quasi più forza per via della maledizione di Caleb. Siccome loro sono diventati importanti per lei, soprattutto Luke, cerca di convincerli ad accettare la proposta di Caleb di restare a suonare per sempre nel suo club pur di continuare ad esistere, ma loro le spiegano che ormai non vogliono fare musica con nessun altro che non sia lei. Commossa, a Julie le viene l'istinto di abbracciare Luke e sorprendentemente riesce a sentirlo e a toccarlo; in seguito dal corpo di Luke inizia a uscire una luce brillante ed egli si sente di nuovo forte. Julie allora dice anche a Reggie e Alex di unirsi all'abbraccio e così riesce a sentire e toccare i loro corpi, che come quello di Luke iniziano ad emanare una luce che gli ridà tutte le forze e che in seguito elimina la maledizione di Caleb. Julie, sorpresa ma felice, chiede cosa possa significare e Luke, mentre continuano ad abbracciarsi, le risponde che la band è tornata. Nell'ultima scena si vede Nick che si presenta a casa di Julie, ma prima che possa suonare compare Caleb che si impossessa del suo corpo; in seguito Julie apre e saluta Nick, che appunto in realtà è Caleb.

## Produzione
Il 9 aprile 2019, Kenny Ortega ha firmato un contratto pluriennale con Netflix, inclusa la produzione di Julie and the Phantoms. Ortega ha prodotto la serie insieme a Dan Cross, David Hoge, George Salinas e Jaime Aymerich. Cross e Hoge saranno anche gli showrunner della serie. Le società di produzione coinvolte nella serie erano previste per essere costituite da Crossover Entertainment e Mixer Entertainment. Il 26 agosto 2020 viene pubblicato il trailer che rivela la data di uscita della serie, ovvero, il 10 settembre 2020.

### Casting
Il 21 luglio 2020, hanno annunciato Madison Reyes, Charlie Gillespie, Jeremy Shada, Owen Patrick Joyner, Sacha Carlson e Savannah May come protagonisti della serie, mentre Booboo Stewart, Cheyenne Jackson, Sonny Bustamante come personaggi ricorrenti.

### Riprese
Le riprese della serie sono iniziate il 17 settembre 2019 e si sono concluse il 14 dicembre 2019 a Burnaby, nella Columbia Britannica.

### Musica
La colonna sonora della serie è stata pubblicata su tutti i servizi streaming musicali il 10 settembre 2020 insieme al debutto della serie su Netflix.
| n.  | Titolo                        | Interpreti                                                           | Durata |
| --- | ----------------------------- | -------------------------------------------------------------------- | ------ |
| 1.  | "Now or Never"                | Charlie Gillespie, Owen Patrick Joyner e Jeremy Shada                | 3:04   |
| 2.  | "Wake Up"                     | Madison Reyes                                                        | 3:37   |
| 3.  | "Bright"                      | Madison Reyes, Charlie Gillespie, Owen Patrick Joyner e Jeremy Shada | 3:12   |
| 4.  | "This Band is Back"           | Charlie Gillespie, Owen Patrick Joyner e Jeremy Shada                | 1:40   |
| 5.  | "Wow"                         | Savannah Lee May                                                     | 3:10   |
| 6.  | "Flying Solo"                 | Madison Reyes, Charlie Gillespie, Owen Patrick Joyner e Jeremy Shada | 3:04   |
| 7.  | "I Got the Music"             | Madison Reyes e Jadah Marie                                          | 3:47   |
| 8.  | "The Other Side of Hollywood" | Cheyenne Jackson                                                     | 3:20   |
| 9.  | "All Eyes On Me"              | Savannah Lee May                                                     | 3:42   |
| 10. | "Finally Free"                | Madison Reyes, Charlie Gillespie, Owen Patrick Joyner e Jeremy Shada | 3:01   |
| 11. | "Perfect Harmony"             | Madison Reyes e Charlie Gillespie                                    | 3:24   |
| 12. | "Edge Of Great"               | Madison Reyes, Charlie Gillespie, Owen Patrick Joyner e Jeremy Shada | 3:01   |
| 13. | "Unsaid Emily"                | Charlie Gillespie                                                    | 3:50   |
| 14. | "You Got Nothing to Lose"     | Cheyenne Jackson                                                     | 3:04   |
| 15. | "Stand Tall"                  | Madison Reyes, Charlie Gillespie, Owen Patrick Joyner e Jeremy Shada | 3:33   |